# Turksib
Turksib (Турксиб) è un film del 1929 diretto da Viktor Aleksandrovič Turin.